# سنجتك (غناباد)
سنجتك (بالإنجليزية: Senjetak, Gonabad)‏ هي مستوطنة تقع في قسم كاخك الريفي في إيران. يقدر عدد سكانها بـ 34 نسمة .